# Io non lo so
Io non lo so è un film drammatico del 2007 scritto e diretto da Paolo Damosso, con protagoniste Anna Ferruzzo e Francesca Draghetti, interpretato inoltre da Daniela Poggi, Massimo Wertmüller e Claudia Koll.

## Trama
Rita, una suora della carità di Santa Giovanna Antida Thouret, viene incaricata dalla sua madre superiora, Caterina, di preparare un documentario che illustri la vita di suor Nemesia Valle (1847-1916), figura di spicco della congregazione, beatificata nel 2004. A tale proposito, Rita visita i luoghi dove è vissuta Nemesia, ma un giorno, aprendo il portone del convento, si ritrova faccia a faccia con Valeria, un'agente di polizia municipale che in passato era stata la sua migliore amica, ma che le aveva poi rubato il fidanzato pochi giorni prima del matrimonio che l'uomo aveva fissato con Rita, provocando così una rottura improvvisa con l'amica, oltre che la disillusione amorosa di questa. La suora le sbatte il portone in faccia e rifiuta di parlarle, ancora traumatizzata da quel ricordo.
Valeria, la cui relazione con l'ex fidanzato di Rita era poi durata ben poco, vive ora con Piero, che spesso scherza su come lei si lasci attrarre da molti uomini. Valeria tenta ancora ripetutamente di parlare con Rita, ma questa rifiuta, iniziando però a riflettere su come può perdonare l'amica, e la lettura di alcune lettere di Nemesia la illuminano. Rita manda allora un telegramma a Valeria, dandole un appuntamento per parlare con calma: l'incontro va a buon fine e l'amicizia sembra rinascere fra le due.
In seguito Rita riceve una chiamata di Valeria che è sconvolta perché ha scoperto di essere incinta, non di Piero, e che ritiene impossibile tenere il bambino. Rita si reca da Valeria e le due parlano concitatamente, finché Valeria si infuria perché capisce che l'amica, essendo una suora, non può approvare la sua scelta di abortire. Le due si incontrano tuttavia con più calma in un secondo momento, in una soffitta dove ha vissuto Nemesia, e Rita fa leggere a Valeria una lettera della beata, dicendo che le resterà vicina qualunque scelta l'amica prenderà.

## Produzione
Il titolo del film deriva da una poesia di suor Nemesia Valle. La pellicola, prodotta dalle Suore della carità di Santa Giovanna Antida Thouret e realizzata da Nova-T (Torino), è stata girata nei luoghi dove visse suor Nemesia: Tortona, Borgaro Torinese, Vercelli, Aosta e Besançon.

## Distribuzione
Il film è stato distribuito nel 2007 sia in DVD singolo sia in allegato a un libro omonimo scritto dallo stesso regista, edito da Edizioni San Paolo.